# Crise de juillet 1917
Pour les articles homonymes, voir Crise de juillet (homonymie).
La crise de juillet 1917 est une crise politique traversée par le Reich entre le 7 et le 13 juillet 1917. Cette crise marque l'apogée du conflit entre le chancelier du Reich, Theobald von Bethmann-Hollweg, et les militaires allemands, soutenus notamment par le Kronprinz impérial Guillaume, et son dénouement en faveur des militaires. Ces derniers obtiennent satisfaction, l'enterrement du programme de réformes du chancelier et le renvoi de son principal promoteur ainsi que la nomination à ce poste de responsabilité d'un homme d'État qu'ils estiment plus malléable, Georg Michaelis.

## Le Reich au début de l'été 1917

### Situation militaire et économique
Durant l'hiver 1916-1917, les militaires allemands ont imposé la mise en œuvre d'une nouvelle stratégie, basée sur l'utilisation des sous-marins, afin de briser l'approvisionnement des Alliés par l'économie américaine, promettant le succès de la guerre sous-marine à outrance dans les six mois suivant.
De plus, à l'issue du printemps 1917, la situation intérieure dans le Reich se détériore en raison de la crise du ravitaillement qui tend à s'amplifier : la récolte de pommes de terre, base de l'alimentation de la population du Reich, a été mauvaise en 1916, tandis que le Reichsmark se déprécie ; ces pénuries sont aggravées par les problèmes que rencontrent les compagnies ferroviaires allemandes, confrontées à une usure préoccupante du matériel roulant.
La gravité de la situation intérieure n'échappe pas aux militaires, qui envisagent sérieusement une défaite allemande, comme l'avoue le colonel Bauer, proche conseiller d'Erich Ludendorff, à Matthias Erzberger le 10 juin 1917 : le 19 juin, Erich Ludendorff rend responsable les civils, chargés du moral de la population, de la défaite allemande qu'il commence à entrevoir ; le 27 juin, Paul von Hindenburg reprend cette analyse dans une missive adressée à Guillaume II.
Pour tenter de remédier à la dégradation du moral de la population du Reich, les militaires appellent de leurs vœux la mise en place d'une action massive de propagande destinée au « ravitaillement moral » de la population.

### LeReichet la Russie nouvelle
La révolution de février incite les responsables politiques et militaires allemands à émettre l'idée que la fin des hostilités sur le front de l'Est est à portée de main.
Durant le printemps 1917, de nombreux contacts officieux, ont lieu entre les diplomates des puissances centrales et leurs homologues russes, à Stockholm dès le 26 mars ; ces contacts, rendus publics par la presse allemande et neutre, soulèvent dans l'opinion allemand les espoirs de paix séparée avec les Russes. Cependant, ces contacts tournent court en raison de la politique erratique du gouvernement provisoire russe durant le printemps, souhaitant à la fois concilier les populations lasses de la guerre et le désir de rester fidèle aux alliances conclues par le gouvernement impérial.
Les espoirs suscités par la publicité des pourparlers officieux germano-russes sont anéantis par le déclenchement de l'offensive d'été russe le 1er juillet 1917.

### Programmes de réformes
Au terme des trois premières années de guerre, le mécontentement gagne de larges couches de la population du Reich, incitant le chancelier, Theobald von Bethmann-Hollweg à multiplier les promesses de réforme intérieure, concernant le Reich et le royaume de Prusse, principal État fédéré du Reich,.
Ainsi, le chancelier se prononce-t-il officiellement en faveur de la fin du vote plural, et la mise en place du suffrage universel, en Prusse dès le 7 avril 1917, entraînant la colère des conservateurs prussiens, alliés à Erich Ludendorff, alors premier quartier-maître général de l'armée allemande .

## Acteurs de la crise

### L'empereur et ses proches
Disposant de moins en moins de pouvoir réels, Guillaume II ne peut qu'acter la cristallisation des oppositions contre son chancelier ; de plus en plus absent de la gestion du conflit, l'empereur doit accepter les immixtions de plus en plus pressantes des Dioscures dans la gestion des affaires courantes au sein du Reich.
Alors que les militaires commencent à envisager un quatrième hiver de guerre, l'empereur, informé, ordonne à son chancelier de préparer une action de propagande de grande ampleur afin de remobiliser la population, lasse du conflit ; l'empereur préconise la formation d'un ministère de la propagande pour lutter contre cette lassitude. Le chancelier s'engage, le 25 juin à intensifier le « bourrage de crâne » de la population.

### Les militaires face au chancelier
Deux conceptions de mener le conflit s'opposent lors de cette crise, d'une part le chancelier, conscient de l'impossibilité pour le Reich et ses alliés d'imposer aux Alliés une paix de victoire, les militaires d'autre part qui refusent toute paix de compromis.
Le programme de réformes intérieures de Bethmann-Hollweg constitue une autre pomme de discorde avec les militaires. En effet, le chancelier souhaite mettre en œuvre un ambitieux programme de réformes intérieures visant à transformer l'empire hérité de Bismarck et instaurer une monarchie parlementaire, l'instauration du suffrage universel pour l'élection des députés la chambre prussienne devant en être la première étape. Face à ce programme de réformes, les Dioscures Paul von Hindenburg et Erich Ludendorff se dressent, appuyés sur les conservateurs prussiens, contre ce qu'ils appellent des « concessions à l'esprit du temps ».
Parallèlement à cette opposition, le chancelier écrit au haut-commandement le 25 juin son intention de mener la campagne de propagande demandée ; il semble cependant de plus en plus sceptique sur les perspectives de victoire allemande alors que le conflit se prolonge et que les militaires ont imposé des buts de guerre maximalistes, de nature à remettre en cause toute négociation avec les Alliés selon Bethmann-Hollweg. Cette missive entraîne une réponse des Dioscures : le 27 juin, Hindenburg répond au chancelier en adressant un courrier à Guillaume II. Dans cette lettre, le maréchal dresse un tableau très critique la totalité de la politique gouvernementale allemande, en réaffirmant sa foi dans la victoire allemande, à la condition de mener une politique plus énergique en vue de la victoire.

## Déroulement de la crise

### Session parlementaire
Au début du mois de juillet, le Reichstag est convoqué pour adopter de nouveaux crédits de guerre ; cette convocation donne aux députés sociaux-démocratiques et catholiques l'occasion de demander un plus large débat sur les buts de guerre allemands et sur l'adoption d'un programme de réformes intérieures comprenant notamment la mise en place du suffrage universel pour les élections au Landtag de Prusse.
De plus, le 6 juillet, lors d'une session secrète de la commission principale du Reichstag, Matthias Erzberger dresse un bilan sévère de la politique menée depuis le déclenchement de la guerre sous-marine le 1er février 1917, la considérant comme un échec,.

### Paix et réformes intérieures
Face à cette prise de position, Bethmann-Hollweg se dit favorable non seulement à une réforme de la constitution prussienne, mais aussi à une paix de compromis avec les Alliés.

## Conséquences

### Démission du chancelier
Mis en minorité au Reichstag, le chancelier Bethmann-Hollweg présente sa démission à l'empereur, qui s'empresse de l'accepter.
Pour remplacer le chancelier démissionnaire, à son poste depuis 1909, les militaires jettent leur dévolu sur le falot Georg Michaelis, qui doit contenir les députés, partisans de l'ouverture de pourparlers de paix avec les Alliés.